# شوتا إيماي
شوتا إيماي (باليابانية: 今井 昌太) (16 يوليو 1984 في ناغانو في اليابان – )؛ هو لاعب كرة قدم ياباني سابق كان يلعب كلاعب وسط.

## وصلات خارجية
- شوتا إيماي على موقع رابطة كرة القدم اليابانية للمحترفين (اليابانية)
- شوتا إيماي على موقع Soccerway.com (الإنجليزية)